# Hon (pronomen)
Hon är ett svenskt feminint personligt pronomen i tredje person singular.

## Böjningsmodell
På svenska har hon tre former.
- hon: den subjektiva formen
- henne: den objektiva formen
- hennes: den possesiva formen

## Exempel[1]
- Jag tycker att hon är väldigt snäll.
- Jag frågade henne om jag fick låna hennes penna.
- Hon sa att huset är hennes.
- Hon sa att hon hellre ville göra det själv.